# استراود (نیو ساوت ولز)
استراود (به انگلیسی: Stroud) یک شهرک در استرالیا است که در نیو ساوت ولز واقع شده‌است.